# I–V–vi–IV

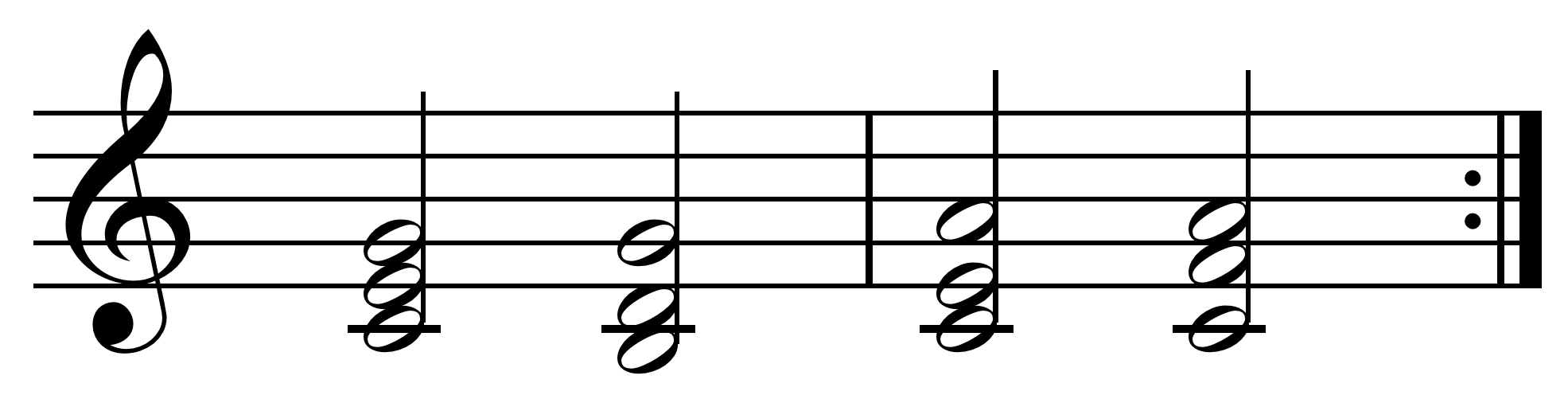
I–V–vi–IV Akkordfolge in C-Dur

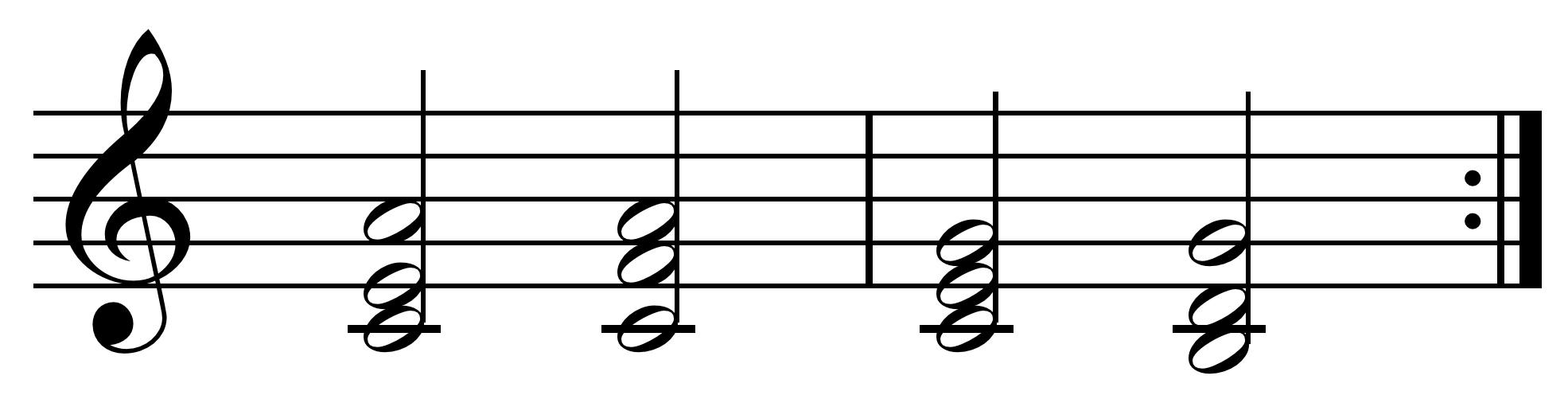
vi–IV–I–V Akkordfolge in C-Dur

I–V–vi–IV beschreibt eine häufig verwendete Folge von Akkorden (Progression) in unterschiedlichen Stilen der Populären Musik. In der Regel wird die Akkordfolge nicht als Schlusswendung (Kadenz), sondern als Harmonisches Ostinato verwendet, das heißt die Folge wird in den meisten Musikstücken fortwährend zyklisch wiederholt.
In C-Dur lautet die Folge: C-Dur – G-Dur – a-Moll – F-Dur
Die Folge kann in unterschiedlichen Rotationen erscheinen, benutzt aber immer folgende vier leitereigene Dreiklänge einer Durtonleiter:
- die sogenannten Hauptdreiklänge – also I. Stufe (Tonika), IV. Stufe (Subdominante) und V. Stufe (Dominante) der gewählten Durtonleiter
- die vi. Stufe (Tonikaparallele) als einzigen Moll-Akkord

Die englische Bezeichnung „Four-Chord(s)-Song“ für einen Popsong mit eben dieser Akkordfolge ist auch unter Musikern im deutschen Sprachraum gängig.

## Varianten durch Rotation

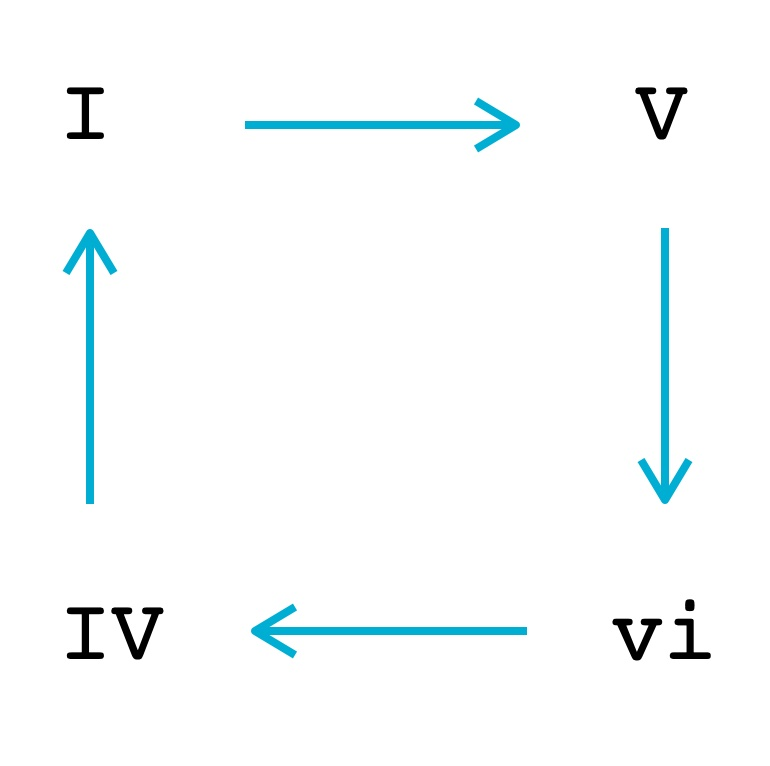
Die Akkordfolge I–V–vi–IV kann an jeder Stelle begonnen werden.

Die Akkordfolge kann in allen vier möglichen Rotationen (zyklische Permutationen) vorkommen, d. h., es kann mit jeder der vier Stufen begonnen werden. Die Varianten erwecken aber unterschiedliche Wirkungen und werden auch unterschiedlich häufig genutzt.
Für die folgende Übersicht wird C-Dur als I. Stufe verwendet:
- I–V–vi–IV : C-Dur – G-Dur – a-Moll – F-Dur 
auch Four-Chord-Formel genannt; optimistische Wirkung, sehr häufig verwendet
- V–vi–IV–I : G-Dur – a-Moll – F-Dur – C-Dur 
eher selten verwendet
- vi–IV–I–V : a-Moll – F-Dur – C-Dur – G-Dur 
auch Modern-Popformel oder Moll-Popformel genannt; pessimistische Wirkung, sehr häufig verwendet
- IV–I–V–vi : F-Dur – C-Dur – G-Dur – a-Moll 
weniger häufig; bekanntes Beispiel: Refrain von Atemlos durch die Nacht von Helene Fischer

Die auch als „Turnaround“ bezeichnete Akkordfolge benutzt zwar dieselben Akkordstufen, allerdings in der Reihenfolge I–vi–IV–V und ist somit keine Rotation dieser Folge.

## Beliebtheit
Der deutsche Musikwissenschaftler Volkmar Kramarz zählt diese Folge und ihre Rotationen zu seinen „Pop-Formeln“, also Akkordfolgen, die in erfolgreichen Popsongs überproportional häufig vorkommen. In einer MRT-Untersuchung mit 50 Teilnehmenden zeigte er, dass die sogenannten Pop-Formeln mehr Aktivität im Belohnungszentrum auslösten als andere Klangfolgen.